# André Lettau
André „Dönig“ Lettau (* 1986 oder 1987) ist ein deutscher Pokerspieler. Er gewann 2014 das Main Event der European Poker Tour.

## Pokerkarriere
Seine erste Geldplatzierung bei einem Live-Turnier erzielte Lettau Ende August 2014 beim Main Event der European Poker Tour in Barcelona. Dort setzte er sich gegen 1495 andere Spieler durch und erhielt aufgrund eines Deals mit zwei anderen Spielern ein Preisgeld von knapp 800.000 Euro. Im Juni 2015 war der Deutsche erstmals bei der World Series of Poker (WSOP) im Rio All-Suite Hotel and Casino am Las Vegas Strip erfolgreich und kam bei einem Turnier der Variante No Limit Hold’em in die Geldränge. Auch bei der WSOP 2016 erzielte er eine Geldplatzierung. Seitdem blieben größere Turniererfolge aus.
Insgesamt hat sich Lettau mit Poker bei Live-Turnieren mindestens eine Million US-Dollar erspielt.